# Франц фон Ліст (криміналіст)
Франц фон Ліст (2 березня 1851, Відень — 21 червня 1919, маєток Зехейм у районі Бергштрассе) — австрійський і німецький юрист, фахівець в галузі кримінального та міжнародного права. Кузен і тезка композитора Ференца Ліста (по народженню також Франца фон Ліста). Депутат прусського парламенту від Прогресивної народної партії.